# Val Vermenagna
Le val Vermenagna (en italien valle Vermenagna) est une vallée du Piémont italien située dans la province de Coni, entre les Alpes maritimes à l'ouest et les Alpes ligures à l'est.
Sa longueur est d'environ 20 km, depuis le col de Tende, important passage routier entre la France et l'Italie, jusqu'au débouché de la vallée dans la plaine du Pô à Roccavione.

## Géographie

### Géomorphologie

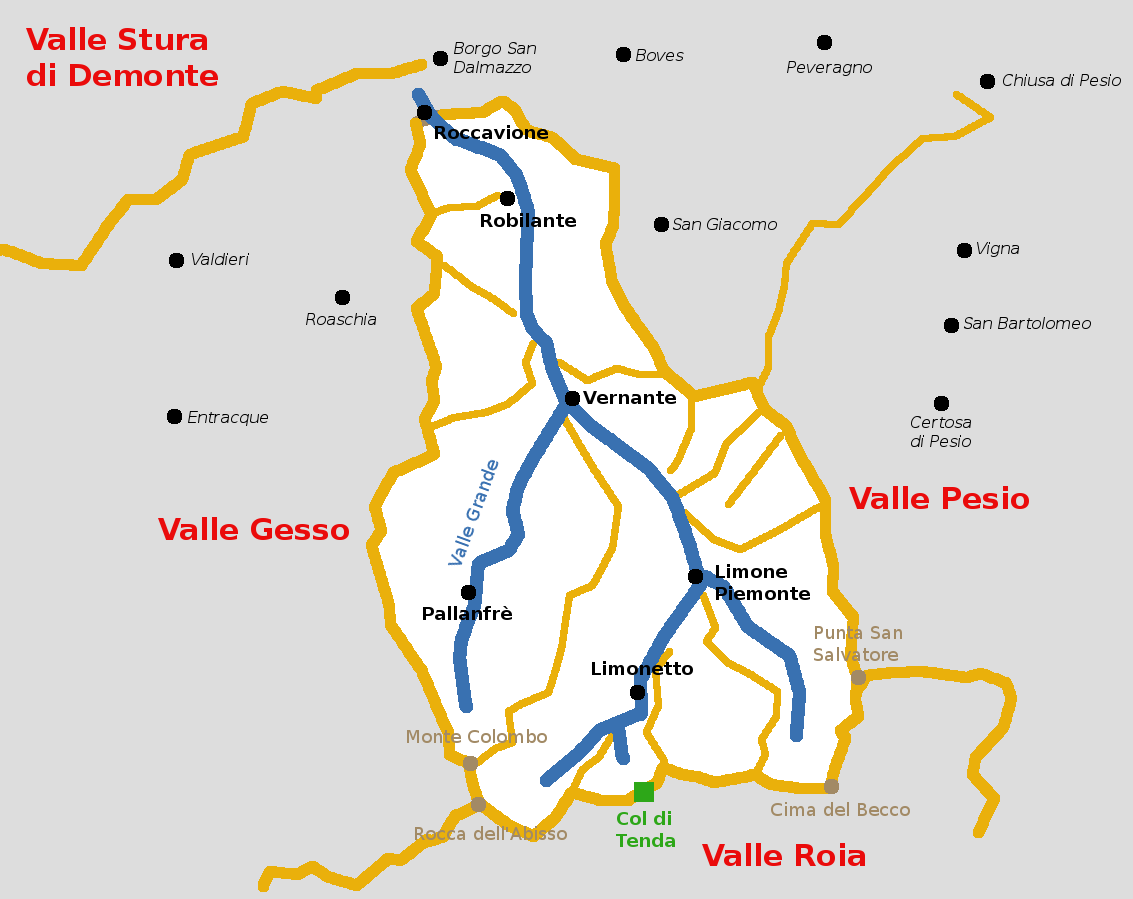
Schéma géomorphologique du val Vermenagna :
Lignes de crêtes : orange
Fonds de vallées : bleu
Centres habités : noir

La vallée jouxte à l'ouest la vallée du Gesso, à l'est la vallée du Pesio, et au sud la vallée de la Roya dans le département français des Alpes-Maritimes.
Elle est orientée en direction générale sud-sud-est / nord-nord-ouest, avec quelques ramifications secondaires.
Depuis le débouché de la vallée près de Roccavione, la vallée remonte vers le sud-est jusqu'à Robilante, où elle tourne davantage vers le sud. À mi-chemin entre Robilante et Vernante, elle reprend une orientation sud-est jusqu'au village de Vernante.
- De Vernante se détache la Valle Grande, une ramification latérale qui remonte en direction à peu près sud-ouest jusqu'au hameau de Palanfrè, au pied du Monte Colombo.

La vallée principale remonte toujours vers le sud-est, tournant ensuite légèrement vers le sud jusqu'à Limone Piemonte. À partir de Limone, la vallée se divise en deux vallées secondaires :
- l'une remonte en direction sud-ouest vers le village de Limonetto, le col de Tende et la Roche de l'Abisse ;
- l'autre continue vers le sud-est en allant finir au pied de la Cime du Bec.

### Orographie
La ligne de partage des eaux avec la vallée de la Roya coïncide avec la crête principale des Alpes et avec la frontière entre la France et l'Italie, tandis que celles avec le Gesso et le Pesio s'étendent le long de dorsales secondaires qui descendent vers la plaine perpendiculairement à la crête principale. Les lignes de partage des eaux entre la vallée principale et les ramifications latérales constituent des dorsales secondaires supplémentaires.
Les principaux sommets de la vallée sont, sur la ligne de partage des eaux avec le Gesso du nord vers le sud :
- Monte Bussaia - 2 451 m,
- Monte Pianard - 2 306 m,
- Monte Garbella - 2 306 m,
- Monte Colombo - 2 261 m ;

puis sur la ligne de partage des eaux avec la Roya de l'ouest vers l'est :
- Roche de l'Abisse - 2 755 m,
- Cime du Bec - 2 300 m ;

et sur la ligne de partage des eaux avec le Pesio du sud vers le nord :
- Punta San Salvatore - 2 415 m,
- Cima della Fascia - 2 495 m.

### Cols et tunnels

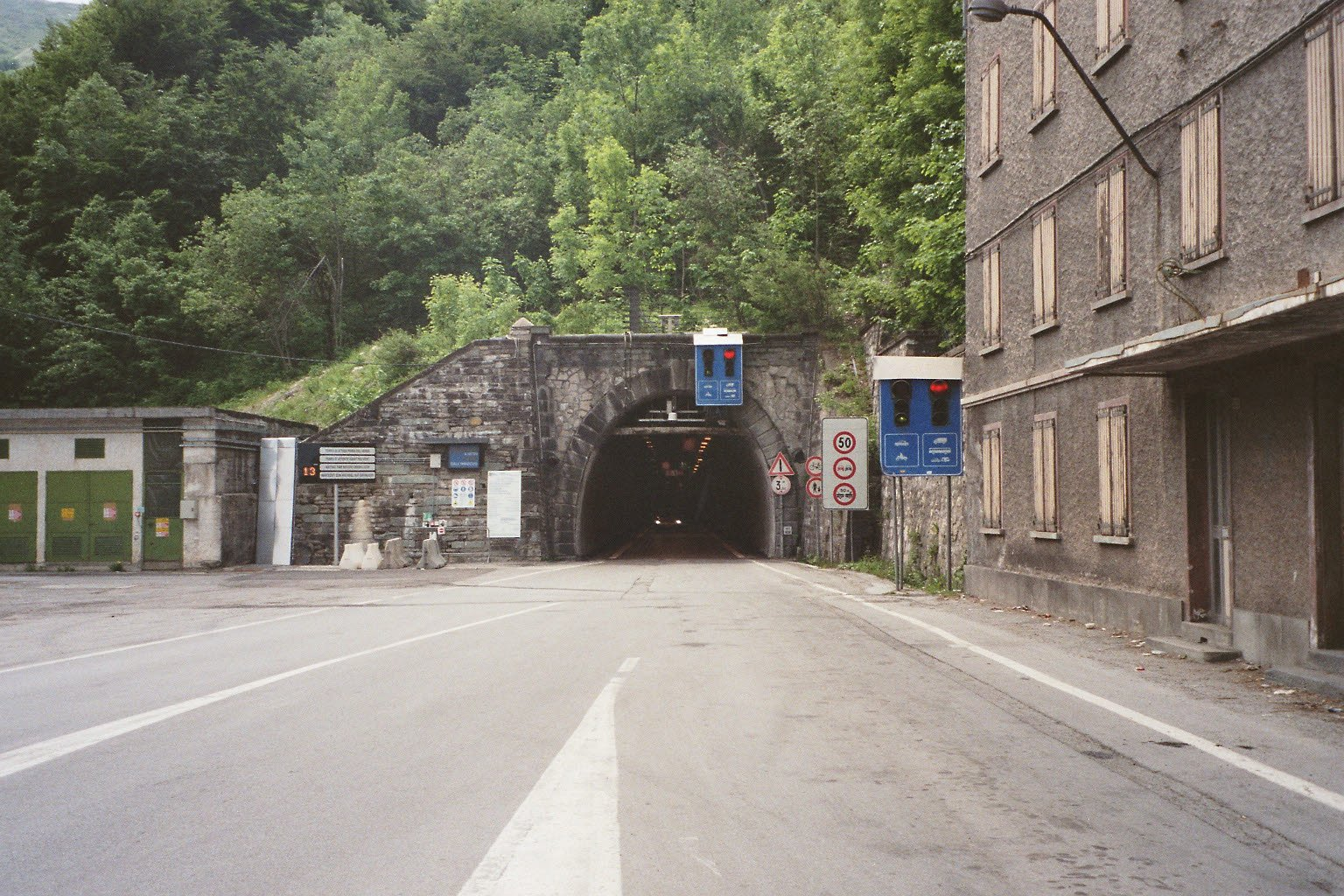
L'entrée du tunnel du col de Tende du côté italien

Le principal col de la vallée est le col de Tende (1 871 m), qui depuis les temps historiquement connus les plus anciens, permet de relier les deux versants des Alpes. La route du col n'est accessible qu'en véhicule tout-terrain. La circulation normale emprunte à la place le tunnel routier du col de Tende, inauguré en 1882,, tandis que la circulation ferroviaire utilise le tunnel ferroviaire du col de Tende, ouvert depuis 1898 ; les deux tunnels passent à peu près au même endroit que le col, au fond de la vallée de Limonetto.
Un autre col carrossable est le col de la Boaïra (colle della Boaria, 2 102 m) qui conduit dans la haute vallée de la Roya. Ce col est sur une piste d'origine militaire qui, de la zone du col de Tende, amène en haut du vallon du Réfréi dans la vallée de la Roya, et de là par le col des Seigneurs (2 111 m) rejoint ensuite Briga Alta et Monesi dans la haute vallée du Tanaro.
Il y a d'autres cols, accessibles par des itinéraires de randonnée pédestre, qui mettent en communication la vallée avec les vallées voisines, ou ses diverses ramifications internes entre elles. Parmi eux, les principaux sont :
- colle della Garbella (2 170 m) vers la vallée du Gesso, sur le tracé de la Grande Traversata delle Alpi (Grande traversée des Alpes) ;
- passo della Mena ou colle del Frisson (2 197 m) sur le sentier L7 vers la vallée du Gesso ;
- passo di Ciotto Mien (2 274 m), sur le sentier L12 qui relie Palanfrè à Limonetto ;
- colle Arpiola (1 700 m), sur le sentier L9 qui va de Limone au lieu-dit Molino Renetta dans la Valle Grande.

## Histoire
La vallée était probablement habitée dans l'Antiquité par les Ligures Apuani (Liguri montani), qui furent vaincus et soumis par Rome en 14 av. J.-C. : la vallée fut incorporée au municipe de Pedona. Déjà à cette époque, la voie de communication du col de Tende revêtait une importance non néglieable.
Pendant le Moyen Âge, la vallée subit des incursions sarrasines (Xe siècle), qui causèrent probablement de graves dommages à Limone Piemonte. Des informations historiques plus fiables sur la vallée commencent à apparaître à partir du XIe siècle, quand la vallée entière finit par être sous le contrôle de l'évêque d'Asti. Passée sous la domination du marquisat de Saluces, la vallée subit une division politique au XIIIe siècle, quand le territoire correspondant aux communes actuelles de Limone Piemonte et Vernante passe sous la domination du comté de Tende (1269), sous la seigneurie des Lascaris ; la basse vallée reste par contre sous le contrôle des del Vasto de Saluces jusqu'au début du XIVe siècle et est alors occupée par le comte de Provence et incorporée au district de Coni.
Au XIIIe siècle, la vallée offrit un refuge à un groupe de cathares en fuite depuis le Languedoc, qui furent accueillis à Roccavione.
En 1364, la basse vallée passe à la maison de Savoie, qui la donne en fief aux marquis de Ceva ; la haute vallée reste par contre indépendante, malgré la poussée des Savoie qui, ayant sous leur contrôle aussi bien Nice que le Piémont, ont intérêt à entrer en possession de la voie de communication la plus directe entre ces deux territoires. Grâce également à une politique perspicace de mariages, les Savoie réussissent à entrer en possession du comté de Tende en 1581, à l'extinction de la dynastie Lascaris. À partir de ce moment, les événements politiques de la vallée suivent ceux de la Savoie.

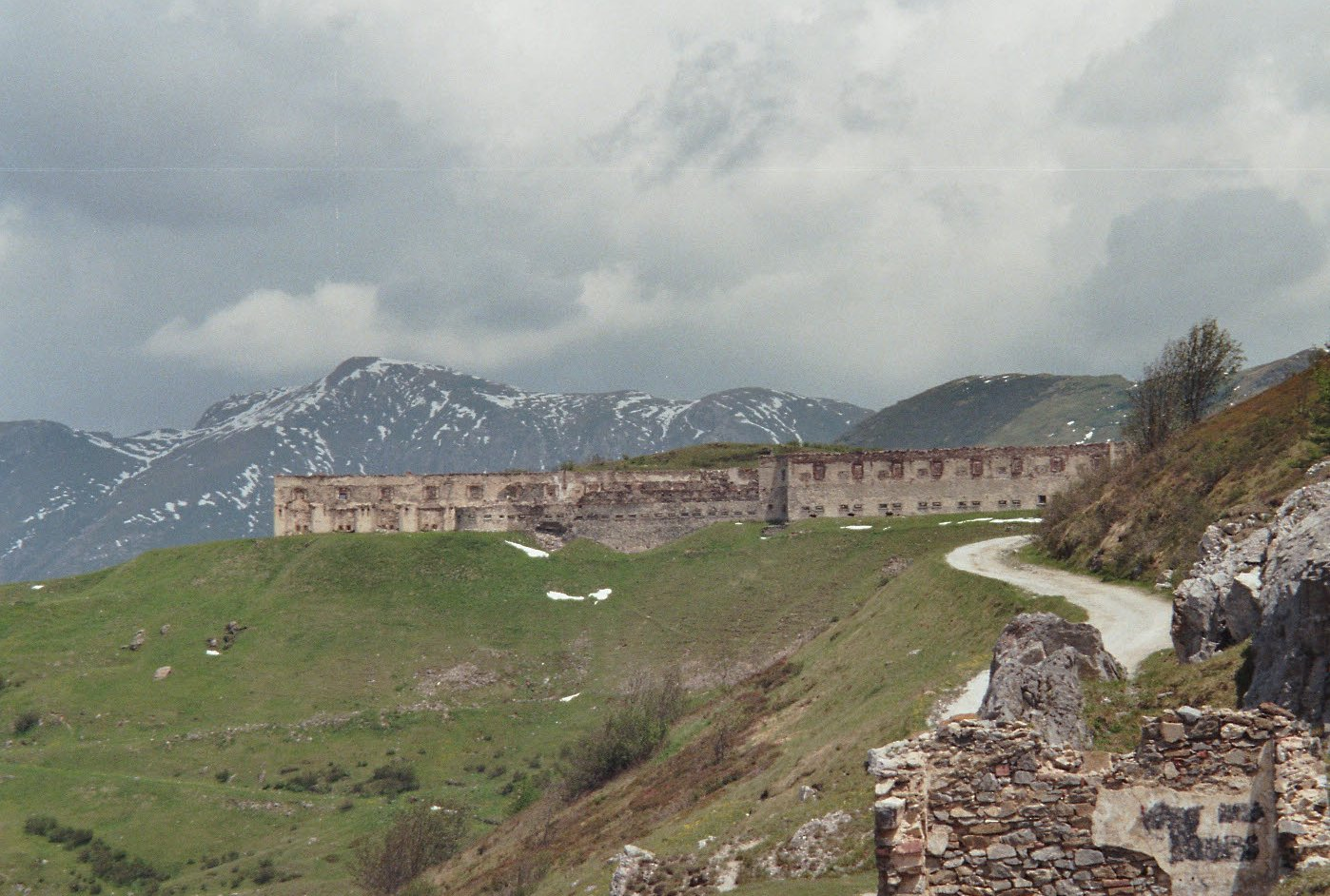
Le Fort Central du col de Tende

Avec l'arrivée des Savoie, la route du col de Tende fut améliorée : après une première tentative de réalisation d'un tunnel routier, commencée en 1614 et jamais achevée, la route fut rendue carrossable en 1782, et le tunnel routier fut finalement réalisé et inauguré en 1882.
À la fin du XIXe siècle, la vallée fut fortifiée contre la France, avec la construction du « camp retranché du col de Tende ». Il s'agissait d'une structure défensive divisée en plusieurs batteries détachées, construites selon le modèle typique d'un camp retranché du XIXe siècle, mais bien vite rendues obsolètes tant par le développement de l'artillerie offensive que par le passage politique de l'Italie à l'alliance avec la France au sein de la Triple-Entente. Désarmé au moment du déclenchement de la Première Guerre mondiale, cet ouvrage militaire fut utilisé par la suite comme un ensemble de dépôts de matériaux, tandis que furent réalisés à sa place divers ouvrages du Mur des Alpes (Vallo Alpino Littorio). À la fin de la Seconde Guerre mondiale, les ouvrages furent englobés dans le territoire français, et sont depuis lors abandonnés,,.

## Culture

### Langue
Le val Vermenagna fait partie des vallées occitanes du Piémont, et constitue avec les régions avoisinantes du Pays brigasque la limite orientale de l'Occitanie. La langue occitane est encore parlée, et de nombreuses études sont activement menées, avec la publication de dictionnaires des variantes locales de la langue,.

### Musées

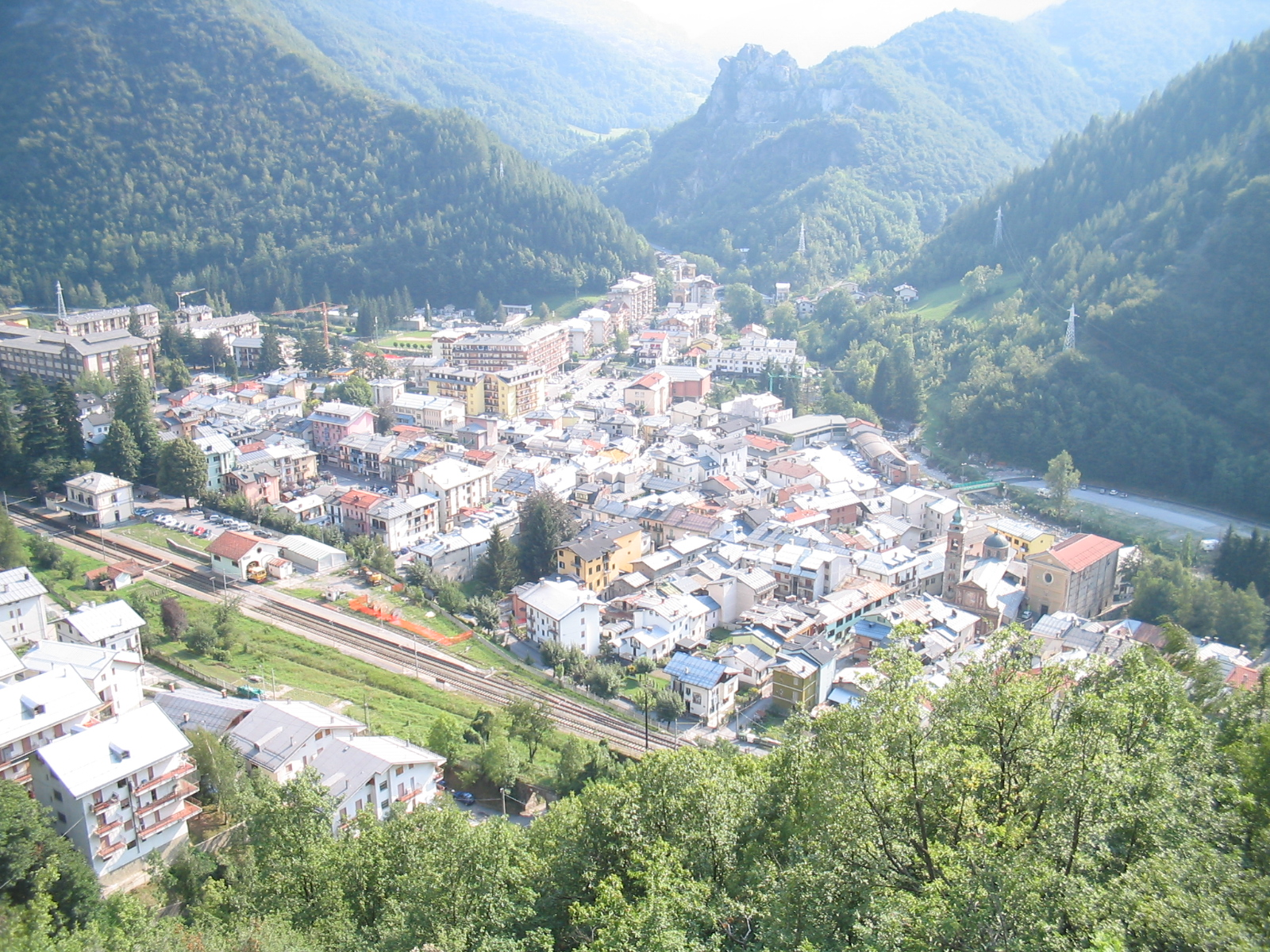
Le village de Vernante vu d'en haut

Quelques musées particulièrement intéressants sont présents dans la vallée.
À Robilante, il y a le Museo della fisarmonica, della musica e dell'arte popolare (« Musée de l'accordéon, de la musique et de l'art populaire ») qui joint des instruments et autres témoignages de la musique populaire à des sculptures en bois de l'artiste local Giorgio Bertaina, aussi connu comme Jòrs de Snive (1902-1976).
À Vernante, on trouve le Musée de Pinocchio. C'est en effet dans cette localité que l'illustrateur Attilio Mussino, célèbre justement pour son œuvre d'illustration du livre de Carlo Collodi, a passé les dernières années de sa vie. Le musée rassemble des œuvres originales de l'auteur. Il s'y ajoute de nombreuses peintures murales réalisées dans le village, qui reprennent la thématique du livre ou reproduisent directement les illustrations de Mussino.
Plus classique, le musée ethnographique C'era una volta (« Il était une fois »), toujours à Vernante, expose des objets locaux de la vie quotidienne montagnarde de la première moitié du XXe siècle.

### Gastronomie
La gastronomie de la vallée est très liée aux ressources de la montagne ; l'utilisation de la pomme de terre, des produits du jardin, du lait et des produits laitiers ont donc une grande importance. Des plats typiques de la zone de Vernante sont les cipolle ripiene alla vernantina (oignons farcis de riz, pommes de terre et légumes, cuisinés au four dans une sauce au lait et à l'œuf), et les raviole vernantine (pâtes avec farce aux poireaux et pommes de terre, assaisonnées de beurre fondu, sauce tomate à la viande ou sauce aux champignons). Il y a une variété de poire typique de la région, la poire Martin sec.

## Économie
Par le passé, l'économie locale était surtout basée sur l'agriculture et le pastoralisme. Il y avait en outre de nombreuses activités induites par la présence de la route du col de Tende : commerces, transport de personnes et de marchandises, et autres initiatives similaires,.
À partir des années 1930, la vallée a connu un important développement touristique, surtout lié au domaine de ski de Limone Piemonte, appelé Riserva Bianca (« Réserve blanche »). Née dès 1907, cette station de ski a donné une impulsion notable à l'économie de la vallée, et est un de ses éléments clés,.
Sur le territoire communal de Robilante, il y a deux installations industrielles importantes : la Sibelco, usine de production de silice pour la verrerie, l'industrie de la céramique, la chimie, la peinture, etc., et la cimenterie du groupe Buzzi Unicem, qui travaille le calcaire provenant d'une carrière de la commune de Roaschia et le calcschiste provenant d'une carrière de la commune de Robilante,.